# تازمورت
تازمورت هي جماعة قروية في إقليم تارودانت بجهة سوس ماسة جنوب المغرب. وهي تضم 6073 نسمة، حسب الإحصاء العام للسكان والسكنى لسنة 2014.
يبعد مركز الجماعة عن تارودانت بـ 15 كلم.

## دواوير الجماعة
تتكون جماعة تازمورت من 10 دواوير وهي:
- دوار تازمورت
- دوار تيلاضو
- دوار أيت أباحسن
- دوار أسرحان
- دوار إمينتدكت
- دوار أيت حسون
- دوار إغيلان
- دوار تينوينان
- دوار أضار نومان
- دوار أماكور

حسب الإحصاء العام للسكان والسكنى لسنة 2014 الذي أنجزته المندوبية السامية للتخطيط: يُعتبر دوار تازمورت أكبر دوار في جماعة تازمورت من حيث عدد السكان (2651 نسمة)، يليه دوار أضار نومان في المرتبة الثانية (1132 نسمة)، ثم دوار تين واينان في المرتبة الثالثة (937 نسمة).

## التعليم
قائمة المؤسسات التعليمية في تازمورت:
- مجموعة مدارس الشهيد إدريس الحارثي (المركزية: تازمورت / الوحدات: تيلاضو - أسرحان - إمينتدكت)
- مجموعة مدارس تينوينان (المركزية: تينوينان / الوحدات: أضار نومان - أماكور)
- إعدادية تازمورت (دوار تازمورت) - تتوفر على دار للطالب

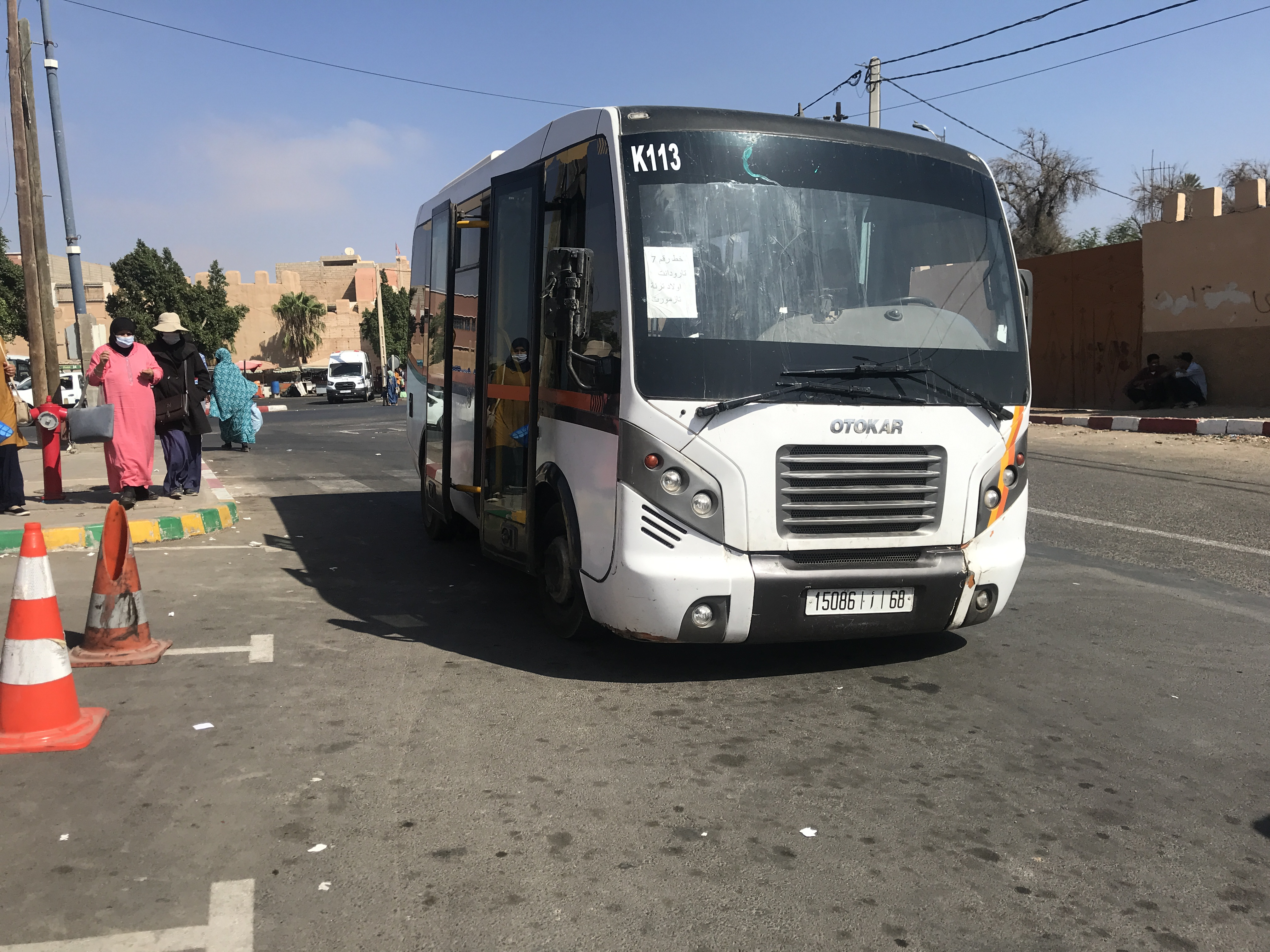
حافلة شركة الكرامة الرابطة بين تارودانت وتازمورت

## النقل والطرق

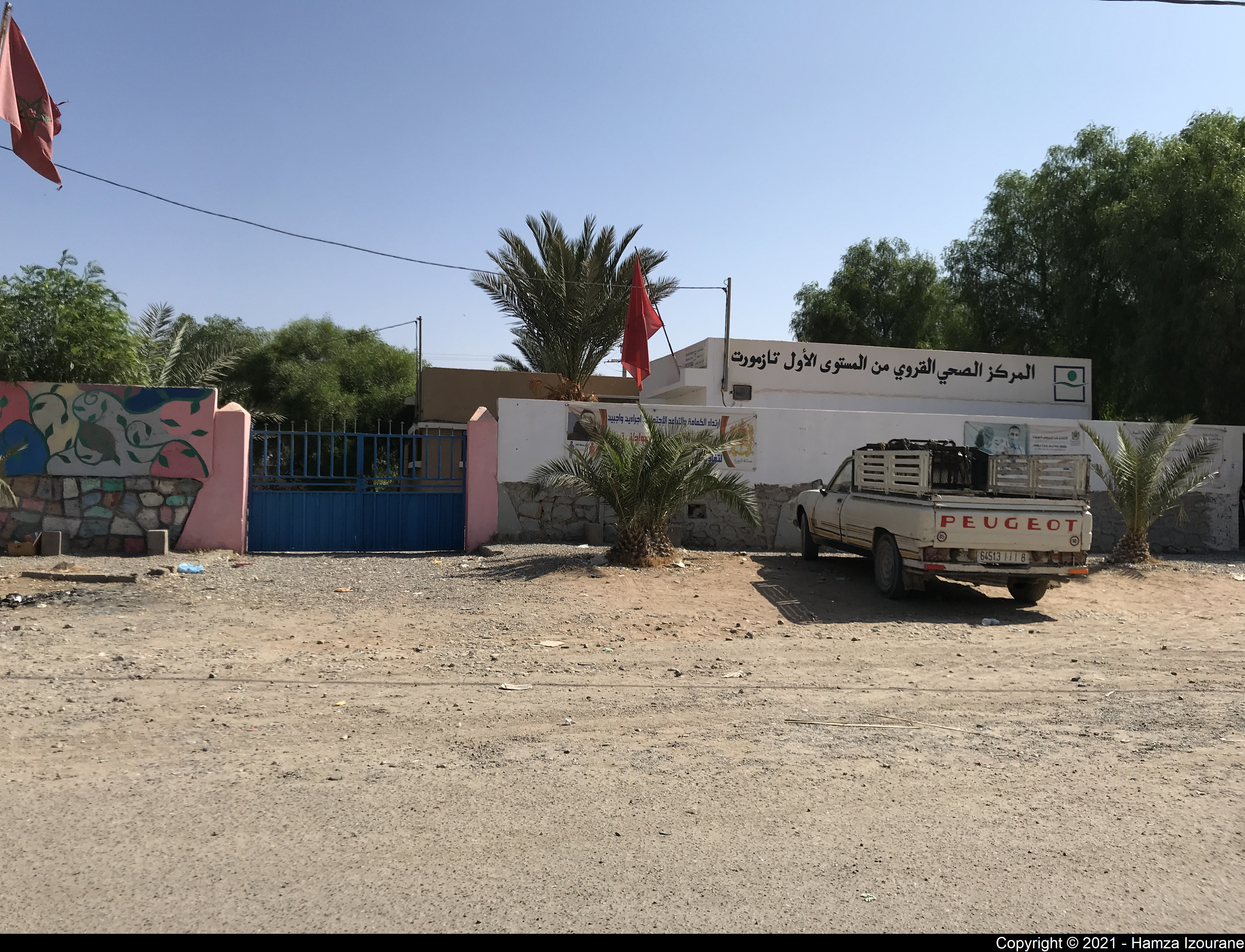
المركز الصحي القروي تازمورت

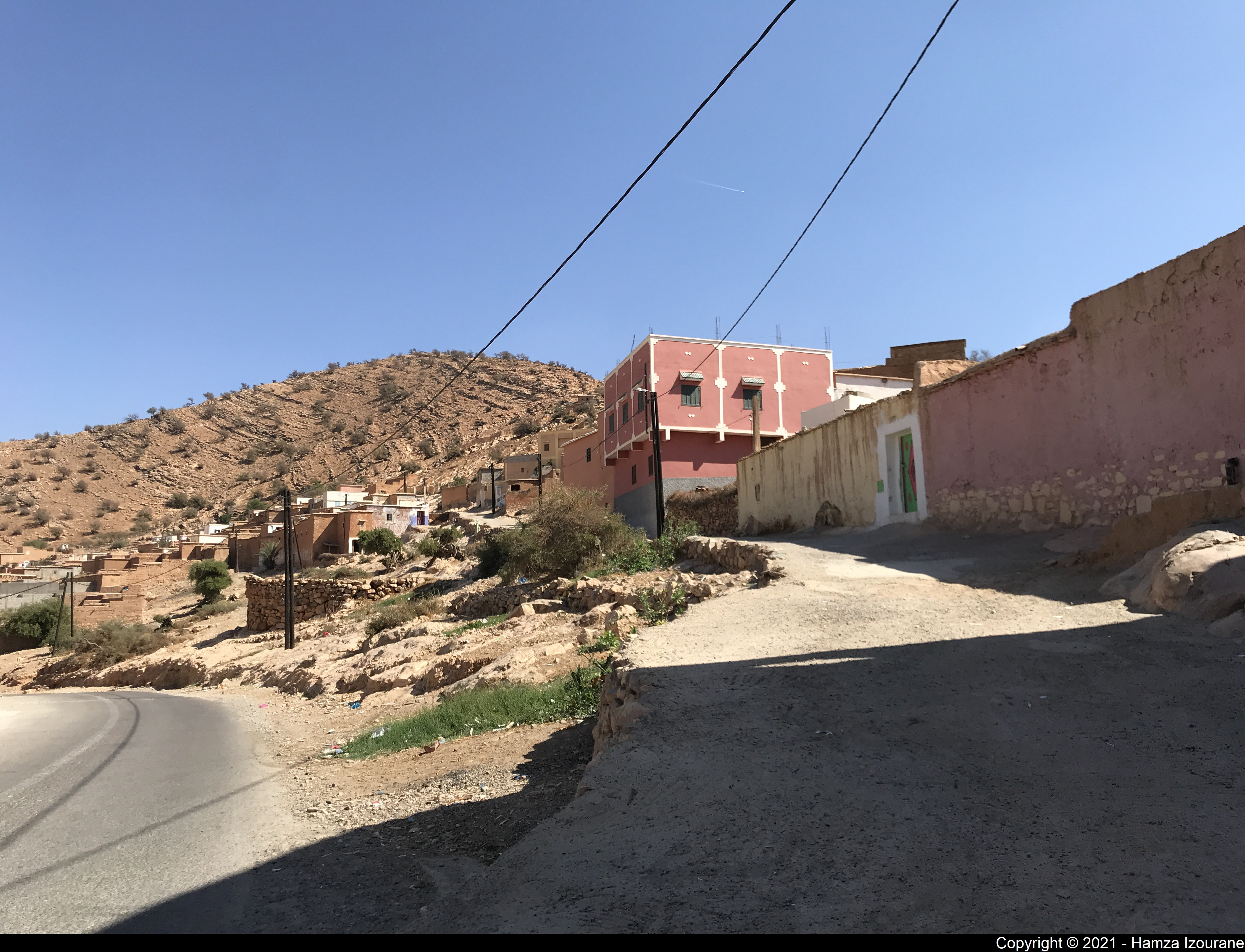
دوار إمينتدكت في جماعة تازمورت

### النقل
يمكن الوصول لمركز جماعة تازمورت، إنطلاقاً من المحطة الطرقية لتارودانت، إما عبر سيارات الأجرة الكبيرة، أو عبر حافلات شركة الكرامة. ويستغرق الوصول لمركز الجماعة بالسيارة إنطلاقاً من تارودانت حوالي 20 دقيقة. أما باقي دواوير الجماعة فيمكن الوصول إليها عبر الشاحنات التي تكون متوفرة في مركز الجماعة لنقل المسافرين والبضائع.

### الطرق
يمكن للوصول لجميع الدواوير التابعة لجماعة تازمورت عبر طرق معبدة، ما عدا دواوير تيلاضو وأيت أباحسين وإغيلان، فالطرق المؤدية إليهم غير معبدة.

## الصحة
يوجد بمركز الجماعة: مركز صحي قروي، وصيدلية واحدة.

## الثقافة
تحتضن منطقة تازمورت عدة بقايا لمعامل السكر التي كان يصنع بها السكر في عهد السعديين.

## الرياضة
تفتقر تازمورت لملاعب قرب معشوشبة، حيث أن جميع الملاعب الموجودة في الدواوير عبارة عن ملاعب من تراب. يقع الموقع الأول في وسط دوار تازمورت، أما الموقع الثاني فيقع في غرب الدوار.